# 梅田DTタワー
梅田DTタワー（うめだディーティータワー）は、大阪市北区梅田1丁目に建つ高層ビルである。

## 概要
2003年3月6日、通称「ダイヤモンド地区」と呼ばれる場所に完成した。世界初となるハイブリッド免震システム（中間層免震）や免震エレベータが採用されており、比較的地震に強いのが特徴である。
設計・施工共に竹中工務店が担当し、そのグループ企業であるTAKリアルティ（旧竹中不動産）が所有・管理している。計画当初は、上から見ると菱形、横から見ると下層部が斜めになっているという、ダイヤモンドのような外観をしていた。
敷地面積の約55%を公開空地としており、隣接するビルとの間の空間が十分に確保されている。
テナントとしてNTTドコモ関西支社が入居しており、地下1階にはNTTドコモのショールーム「モバイルメディアラボ梅田+ONE」→「ドコモスマートフォンラウンジ梅田」が入居していたが、2014年3月20日をもって閉店した。
なお、地下2階は地下街「ディアモール フィオレ」となっていたが、2023年1月10日をもって閉館し、2024年1月26日に大創産業が「DAISO」「Standard Products」「THREEPPY」の複合店を開業する。

## 歴史
- 1992年6月 - ダイヤモンドタワーの名称で着工。
- 1993年 - 不況のあおりを受けて工事が中断。
- 2000年11月1日 - 約8年ぶりに工事が再開される。
- 2003年1月31日 - 梅田DTタワー竣工。
- 2003年3月6日 - 梅田DTタワーオープン。

## 交通
- JR大阪駅から徒歩約3分